# Amazonides atrisignoides
Amazonides atrisignoides là một loài bướm đêm trong họ Noctuidae.